# Legfelsőbb Tanács (Albánia)
A Legfelsőbb Tanács (albánul: Këshilli i Lartë) az 1920–1925 közötti Albánia államfői jogköröket gyakorló testülete, régenstanácsa. 
Noha Albánia függetlenségét már 1912-ben kikiáltották, Vilmos fejedelem féléves uralkodás után, 1914. szeptember 3-án elhagyta az országot. Az ezt követő első világháború során a folyamatos megszállás alatt álló országnak nem volt nemzeti kormánya. 1920 januárjában a párizsi békekonferencia résztvevői megegyeztek Albánia felosztásáról. Az albán vezetők sebtében összegyűltek, és a január 27–31. között ülésező lushnjai kongresszuson megvetették Albánia politikai berendezkedésének alapjait.
A tanácskozás egyik döntéseként az ország államformáját nem változtatták meg. Noha Vilmos külföldön tartózkodott és népszerűtlen gondolat volt uralkodásának folytatása, az államforma kérdését elnapolták. Albánia névleg továbbra is királyság maradt, de az államfői jogkörök gyakorlására felállították az uralkodót helyettesítő, régenstanácsként működő, négytagú Legfelsőbb Tanácsot. Akként döntöttek, hogy a testület tagjait az ország vallási megoszlása alapján jelölik ki, azaz egy-egy muzulmán, bektási, római katolikus és ortodox tagja lesz. A Legfelsőbb Tanács feladata az átmeneti idők problémáinak megoldása volt, de a végrehajtó hatalom valójában a nemzeti kormány és a nemzetgyűlés kezébe került.
A Legfelsőbb Tanács első tagjai 1920. január 30. és 1921. december 22. között Luigj Bumçi (római katolikus), Aqif Elbasani (bektási), Abdi Toptani (muzulmán), Mihal Turtulli (ortodox) voltak. A Legfelsőbb Tanács 1921 októberében meghiúsította Amet Zogu, a későbbi I. Zogu kormányalakítási kísérletét, s helyette Pandeli Evangjelinek adtak kormányalakítási megbízást (első Evangjeli-kormány). Zogu fegyvereseivel nyomást gyakorolt a nemzetgyűlésre, s a képviselők december 22-én lemondatták a Legfelsőbb Tanács két tagját, Elbasanit és Bumçit, s nyomukban Toptani és Turtulli is távozott a testületből. Ugyanaznap felállt a második Legfelsőbb Tanács is, tagjai Sotir Peci (ortodox), Ndoc Pistulli (római katolikus), Refik Toptani (muzulmán) és Ymer Vrioni (bektási) voltak. Látván, hogy Zogu egyre erőszakosabban keresi a hatalomhoz vezető utat, Pistulli és Vrioni 1922. október 3-án lemondtak legfelsőbb tanácsbeli tagságukról, helyükre december 2-ától Gjon Çobát és a korábbi miniszterelnököt, Xhafer Ypit nevezték ki. 1924 júniusában, amikor kitört a Zogu-ellenes júniusi forradalom, a Tirana ellen vonuló, fegyveres felkelők elől a Legfelsőbb Tanács tagjai is elmenekültek, Çoba már május 24-én, Toptani és Ypi június 2-án.
Noha a Legfelsőbb Tanács névleg még fél éven keresztül fennmaradt, feloszlatásáig egyszerre csak egy tagja volt: 1924. június 2-ától Sotir Peci, július 2-ától Fan Noli, december 24-étől pedig ismét a zogista Refik Toptani. Zogu nyomására az albán nemzetgyűlés 1925. január 31-én kimondta Vilmos fejedelem trónfosztását, ezzel együtt a Legfelsőbb Tanács feloszlatását. Albánia teljhatalmú elnöke Amet Zogu lett.